# 千坂興親
千坂 興親（ちさか おきちか）は、江戸時代中期の米沢藩重臣千坂氏当主（千坂景親から7代目）。
19歳で早逝。　子供無く、叔母の嫁ぎ先「廣居家」の子息を養子で迎え、千坂高敦として家督継承。　

## 経歴
寛保2年（1742年）6月28日 父千坂安親から家督相続。
延享3年（1746年）7月2日　死去。